# Венизелу, Константинос
Константинос Венизелу (греч. Κωνσταντίνος Βενιζέλου; род. 5 июля 2004, Кипр) — кипрский футболист, защитник клуба «Этникос» Ахна и сборной Кипра до 21 года, выступающий на правах аренды за казахстанский клуб «Женис».

## Клубная карьера
22 августа 2020 года дебютировал в основном составе «Омонии» в матче Первого дивизона чемпионата Кипра против «Пафоса». 11 декабря 2020 года был включён в заявку «Омонии» на матч Лиги Европы УЕФА против нидерландского клуба ПСВ.
19 февраля 2025 года на правах аренды перешёл в казахстанский клуб «Женис».

## Карьера в сборной
15 июня 2023 года дебютировал за молодёжную сборную Кипра в матче против молодёжной сборной Грузии (0:2).

## Достижения
«Омония» Никосия
- Чемпион Кипра: 2020/21